# Anantnag (huyện)
Huyện Anantnag là một huyện thuộc bang Jammu và Kashmir, Ấn Độ. Thủ phủ huyện Anantnag đóng ở Anantnag. Huyện Anantnag có diện tích 3984 ki lô mét vuông. Đến thời điểm năm 2001, huyện Anantnag có dân số 1170013 người.